# Université Pierre-et-Marie-Curie
Université Pierre-et-Marie-Curie var ett franskt universitet grundat den 1 januari 1971. Det stängdes den 1 januari 2018 till förmån för Sorbonne Université.

## Kända akademiker
- Ameenah Gurib, mauritisk politiker och forskare inom biologisk mångfald
- Kirsten Leistner, forskare vid Chalmers tekniska högskola i Göteborg, Sverige